# Zatrephes modesta
Zatrephes modesta är en fjärilsart som beskrevs av William Schaus 1905. Zatrephes modesta ingår i släktet Zatrephes och familjen björnspinnare. Inga underarter finns listade i Catalogue of Life.